# Eduardo Salvio
Eduardo Antonio „Toto“ Salvio (* 13. Juli 1990 in Avellaneda, Buenos Aires) ist ein argentinischer Fußballspieler auf der Position eines Stürmers und Flügelspielers, der aufgrund seiner Offensivstärke auch auf sämtlichen anderen Offensivpositionen eingesetzt werden kann. 2009 gab Salvio sein Debüt für die A-Nationalmannschaft Argentiniens.

## Vereinskarriere

### Die Zeit beim CA Lanús
Nachdem der in der argentinischen Provinz Buenos Aires geborene Salvio bereits einige Jahre im Nachwuchs des CA Lanús aktiv gewesen war, schaffte er 2008 den Sprung in die zur Profimannschaft des Klubs. Dort gab er in der Torneo Apertura 2008 bei der 1:2-Auswärtsniederlage gegen die Boca Juniors am 24. August 2008 per Einwechslung sein Profidebüt. Bereits bei seinem vierten Ligaeinsatz, einem 4:2-Erfolg über die Argentinos Juniors erzielte er einen Doppelpack. In der Folge entwickelte sich Salvio zum Stammspieler und kam auch in der Copa Libertadores 2009 und Copa Sudamericana 2009 zum Einsatz.

### Wechsel zu Atlético Madrid
Nach einer eher mäßigen Apertura 2009, in der die Mannschaft am Saisonende auf dem neunten Platz rangierte, erfolgte im Januar 2010 der Wechsel zum spanischen Klub Atlético Madrid, der für das von den Medien vielfach als „argentinisches Wunderkind“ bezeichnete Offensivtalent eine kolportierte Ablösesumme von zehn Millionen Euro zahlte. Sein Pflichtspieldebüt für den spanischen Hauptstadtklub gab Salvio am 18. Februar 2010 beim Europa-League-Sechzehntelfinalhinspiel gegen Galatasaray Istanbul (1:1), als er in der 86. Spielminute für José Antonio Reyes eingewechselt wurde.
Im Finale um der UEFA Europa League 2009/10 gegen den FC Fulham kam Salvio in der 78. Spielminute für José Antonio Reyes auf den Rasen, die Partie gewann Atlético durch zwei Treffer von Diego Forlán mit 2:1 nach Verlängerung. Neben dem Erfolg in der Europa League schaffte es die Mannschaft auch bei der Copa del Rey 2009/10 Finale. Die 0:2-Niederlage gegen den FC Sevilla musste Salvio von der der Ersatzbank aus verfolgen. Am 19. August 2010 wurde Salvio an den portugiesischen Klub Benfica Lissabon verliehen.

### Zwischen Madrid und Lissabon

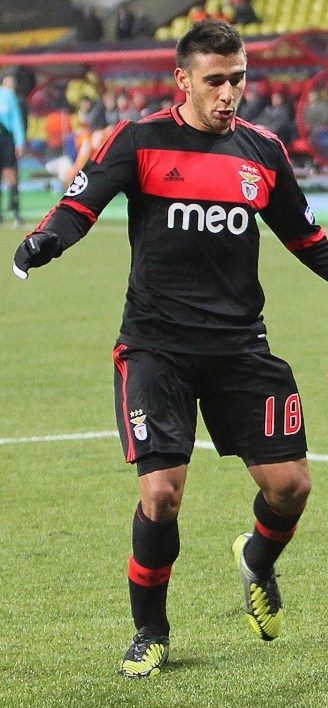
Eduardo Salvio im Auswärtstrikot von Benfica Lissabon (2012/13)

Bei Lissabon kam Salvio im Verlauf der Saison 2010/11 zu 19 Ligaeinsätzen (4 Tore) und spielte auch in der UEFA Champions League und der UEFA Europa League (zwei Tore im Viertelfinale gegen PSV Eindhoven). Beim Gewinn der Taça da Liga zählte er nicht zum Spieltagsaufgebot beim 2:1-Finalerfolg über Paços de Ferreira. Nachdem Salvio die Saison 2011/12 wieder in Madrid verbracht hatte, wechselte er zur Folgesaison wieder zu Benfica.

## Nationalmannschaftskarriere

### Juniorenauswahlen
Erste internationale Erfahrung sammelte Salvio bereits in der U-15-Auswahl seines Heimatlandes, ehe er in die U-17-Nationalmannschaft Argentiniens einberufen wurde. Mit dieser nahm er unter anderem an der U-17-Fußball-Südamerikameisterschaft 2007 teil, wo er mit der Mannschaft den dritten Platz erreichte. Aufgrund dieses Platzes war das Team für die im selben Jahr stattfindende U-17-Weltmeisterschaft in Südkorea qualifiziert. Dort wurde Salvio als Stammkraft seines Teams in allen fünf Spielen eingesetzt und schied im Viertelfinale gegen den späteren U-17-Weltmeister Nigeria mit 0:2 aus. Insgesamt brachte er es bis zum Ende seiner U-17-Laufbahn auf 14 Länderspiele und drei Tore. Ab 2008 wurde Salvio schließlich in der U-20-Auswahl eingesetzt und nahm mit dieser unter anderem an der U-20-Fußball-Südamerikameisterschaft 2009 teil, wo es die Mannschaft nicht über den letzten Platz in der Finalrunde hinausschaffte. Salvio selbst war bei diesem Turnier mit vier Treffern der stärkste Torschütze der Argentinier. Bis zum Ende seiner Juniorenlaufbahn wurde der Offensivakteur in neun U-20-Länderspielen eingesetzt, in denen er vier Mal zum Torerfolg kam.

### A-Nationalmannschaft
Nach herausragenden Leistungen innerhalb der Liga wie auch in den anderen Nationalauswahlen wurde Salvio Anfang Mai 2009 vom damaligen Nationaltrainer Diego Maradona in den A-Nationalkader Argentiniens geholt. Dabei wurde er am 20. Mai 2009 bei einem 3:1-Sieg über Panama eingesetzt; die argentinische Mannschaft bestand dabei ausschließlich aus Spielern der argentinischen Primera División und hatte keine Legionäre in ihren Reihen. Zu einem weiteren wenn auch inoffiziellen Länderspieleinsatz kam der junge Argentinier am 22. Dezember 2009 bei einer 2:4-Ländspielniederlagege gegen die katalanische Fußballauswahl.

## Erfolge
- 1× Spanischer Pokalfinalist: 2009/10
- 2× UEFA-Europa-Leaguesieger: 2010, 2012
- 1× Liga Sagres: 2014
- Portugiesischer Meister: 2014, 2015, 2016

Nationalmannschaft
- Superclásico de las Américas: 2017